# Riddarfjärilar
Riddarfjärilar (Papilionidae) är en familj dagfjärilar som kännetecknas av att bakvingarna har en innerkant som är något inåtböjd. Familjen omfattar fler än 550 arter. Många av de största och praktfullaste dagfjärilarna återfinns i denna familj, vars arter huvudsakligen lever i tropiskt klimat. Allra störst är fågelfjärilarna som kan ha ett vingspann på upp till 28 centimeter.

## Arter i Norden
- Underfamilj Apollofjärilar (Pernassiinae)
  - Apollofjäril (Parnassius apollo)
  - Mnemosynefjäril (Parnassius mnemosyne)
- Underfamilj Svalstjärtar (Papilioninae)
  - Segelfjäril (Iphiclides podalirius)
  - Makaonfjäril  (Papilio machaon)